# Campionati europei juniores di atletica leggera 2015
I campionati europei di atletica leggera juniores 2015 (2015 European Athletics Junior Championships), sono la XXIII edizione dei Campionati europei under 20 di atletica leggera e si sono svolti a Eskilstuna, in Svezia, dal 16 al 19 luglio 2015.

## Risultati

### Uomini
| Specialità | Oro                                                                           | Prestazione | Argento                                                                  | Prestazione | Bronzo                                                                    | Prestazione |
| Corse piane |                                                                               |             |                                                                          |             |                                                                           |             |
| 100 metri | Ojie Edoburun                                                                 | 10"36       | Joseph Dewar                                                             | 10"46       | Emil von Barth                                                            | 10"64       |
| 200 metri | Tommy Ramdhan                                                                 | 20"57       | Elliott Powell                                                           | 20"72       | Even Meinseth                                                             | 20"94       |
| 400 metri | Benjamin Lobo Vedel                                                           | 46"48       | Karsten Warholm                                                          | 46"50       | Batuhan Altıntaş                                                          | 46"95       |
| 800 metri | Kyle Langford                                                                 | 1'48"99     | Konstantin Tolokonnikov                                                  | 1'49"00     | Mateusz Borkowski                                                         | 1'49"21     |
| 1.500 metri | Josh Kerr                                                                     | 3'49"62     | Baptiste Mischler                                                        | 3'49"88     | Andriy Aliksiychuk                                                        | 3'50"22     |
| 5.000 metri | Alex George                                                                   | 14'34"42    | Simon Debognies                                                          | 14'34"67    | Yemaneberhan Crippa                                                       | 14'35"39    |
| 10.000 metri | Pietro Riva                                                                   | 30'20"45    | Fabian Gering                                                            | 30'20"69    | Dieter Kersten                                                            | 30'21"85    |
| Corse su strada |                                                                               |             |                                                                          |             |                                                                           |             |
| 10 km marcia | Diego García                                                                  | 40'05"21    | Vladislav Saraykin                                                       | 40'59"28    | Pablo Oliva                                                               | 41'00"73    |
| Corse a ostacoli |                                                                               |             |                                                                          |             |                                                                           |             |
| 110 metri ostacoli | Kamil Salimullin                                                              | 13"60       | Florian Lickteig                                                         | 13"64       | Henrik Hannemann                                                          | 13"67       |
| 400 metri ostacoli | Victor Coroller                                                               | 50"53       | Joshua Abuaku                                                            | 51"46       | Dominik Hufnagl                                                           | 51"74       |
| 3000 metri siepi | Yohanes Chiappinelli                                                          | 8'47"58     | Patrick Karl                                                             | 8'54"10     | Balasz Juhasz                                                             | 8'58"11     |
| Salti |                                                                               |             |                                                                          |             |                                                                           |             |
| Salto in alto | Jonas Kløjgård Jensen                                                         | 2,23 m      | Dawid Wawrzyniak                                                         | 2,23 m      | Oleksandr Barannikov                                                      | 2,19 m      |
| Salto con l'asta | Adam Hague                                                                    | 5,50 m      | Niko Koskinen                                                            | 5,35 m      | Alioune Sene                                                              | 5,30 m      |
| Salto in lungo | Anatoliy Ryapolov                                                             | 7,96 m      | Jacob Fincham-Dukes                                                      | 7,75 m      | Filippo Randazzo                                                          | 7,74 m      |
| Salto triplo | Nazim Babayev                                                                 | 17,04 m     | Tobia Bocchi                                                             | 16,51 m     | Pavlo Beznits                                                             | 16,10 m     |
| Lanci |                                                                               |             |                                                                          |             |                                                                           |             |
| Getto del peso | Konrad Bukowiecki                                                             | 22,62 m     | Andrei Toader                                                            | 20,78 m     | Sebastiano Bianchetti                                                     | 20,71 m     |
| Lancio del disco | Bartłomiej Stój                                                               | 68,02 m     | Martin Marković                                                          | 67,11 m     | Henning Prüfer                                                            | 64,18 m     |
| Lancio del martello | Bence Halász                                                                  | 79,60 m     | Miguel Alberto Blanco                                                    | 79,05 m     | Matija Gregurić                                                           | 77,35 m     |
| Lancio del giavellotto | Matija Muhar                                                                  | 79,20 m     | Simon Litzell                                                            | 78,34 m     | Edis Matusevičius                                                         | 77,48 m     |
| Prove multiple |                                                                               |             |                                                                          |             |                                                                           |             |
| Decathlon | Jan Doležal                                                                   | 7929 p.     | Karsten Warholm                                                          | 7764 p.     | Maksim Andraloits                                                         | 7717 p.     |
| Staffette |                                                                               |             |                                                                          |             |                                                                           |             |
| Staffetta 4×100 metri | Svezia Emil von Barth Austin Hamilton Thobias Nilsson Montler Gustav Kjell    | 39"73       | Polonia Artur Wasilewski Przemyslaw Adamski Krzysztof Wrobel Eryk Hampel | 40"00       | Francia Nans André Maxime Gardès Clément Barbier Amaury Golitin           | 40"02       |
| Staffetta 4×400 metri | Russia Andrey Yefremov Andrey Kukharenko Konstantin Tolokonnikov Ilya Krasnov | 3'08"35     | Italia Giuseppe Leonardi Leonardo Vanzo Simone Serafini Daniele Corsa    | 3'10"04     | Germania Constantin Schmidt Pascal Unbehaun Jaakkima Rösler Aleksi Rösler | 3'10"12     |
| record mondiale; record mondiale stagionale; miglior prestazione mondiale under 20; miglior prestazione mondiale stagionale under 20; record africano; record asiatico; record europeo; record nord-centroamericano e caraibico; record sudamericano; record oceaniano; record dei campionati; record nazionale; record nazionale under 20; record personale; record personale stagionale. |                                                                               |             |                                                                          |             |                                                                           |             |

### Donne
| Specialità | Oro                                                                             | Prestazione | Argento                                                                  | Prestazione | Bronzo                                                                                  | Prestazione |
| Corse piane |                                                                                 |             |                                                                          |             |                                                                                         |             |
| 100 metri | Ewa Swoboda                                                                     | 11"52       | Lisa Mayer                                                               | 11"64       | Kristina Sivkova                                                                        | 11"68       |
| 200 metri | Gina Lückenkemper                                                               | 22"41       | Shannon Hylton                                                           | 22"73       | Maroussia Paré                                                                          | 23"05       |
| 400 metri | Laviai Nielsen                                                                  | 52"58       | Cheriece Hylton                                                          | 53"16       | Anastasiya Bednova                                                                      | 53"27       |
| 800 metri | Renée Eykens                                                                    | 2'02"83     | Sarah Schmidt                                                            | 2'04"55     | Aníta Hinriksdóttir                                                                     | 2'05"04     |
| 1.500 metri | Bobby Clay                                                                      | 4'17"91     | Amy Griffiths                                                            | 4'20"41     | Konstanze Klosterhalfen                                                                 | 4'20"84     |
| 3.000 metri | Alina Reh                                                                       | 9'12"29     | Célia Antón                                                              | 9'16"36     | Anna-Emilie Møller                                                                      | 9'17"36     |
| 5.000 metri | Alina Reh                                                                       | 16'02"01    | Anna-Emilie Møller                                                       | 16'07"43    | Carmela Cardama                                                                         | 16'23"81    |
| Corse su strada |                                                                                 |             |                                                                          |             |                                                                                         |             |
| 10 km marcia | Klavdiya Afanasyeva                                                             | 43'36"88    | Olga Shargina                                                            | 44'01"08    | Mariya Losinova                                                                         | 44'07"44    |
| Corse a ostacoli |                                                                                 |             |                                                                          |             |                                                                                         |             |
| 100 metri ostacoli | Ėl'vira Herman                                                                  | 13"15       | Luca Kozák                                                               | 13"20       | Laura Valette                                                                           | 13"21       |
| 400 metri ostacoli | Nenah De Coninck                                                                | 57"85       | Inge Drost                                                               | 57"88       | Ayomide Folorunso                                                                       | 58"44       |
| 3000 metri siepi | Sümeyye Erol                                                                    | 10'19"15    | Carolina Johnsson                                                        | 10'28"31    | Alisa Vainio                                                                            | 10'30"83    |
| Salti |                                                                                 |             |                                                                          |             |                                                                                         |             |
| Salto in alto | Morgan Lake                                                                     | 1,91 m      | Nawal Meniker                                                            | 1,86 m      | Elle Ekholm                                                                             | 1,83 m      |
| Salto con l'asta | Angelica Moser                                                                  | 4,35 m      | Alena Lutkovskaya                                                        | 4,20 m      | Kamila Przybyla                                                                         | 4,20 m      |
| Salto in lungo | Florentina Marincu                                                              | 6,78 m      | Anna Bühler                                                              | 6,55 m      | Fátima Diame                                                                            | 6,55 m      |
| Salto triplo | Valentina Kosolapova                                                            | 13,27 m     | Kristina Malaya                                                          | 13,25 m     | Florentina Marincu                                                                      | 13,08 m     |
| Lanci |                                                                                 |             |                                                                          |             |                                                                                         |             |
| Getto del peso | Emel Dereli                                                                     | 18,40 m     | Claudine Vita                                                            | 17,13 m     | Alyona Bugakova                                                                         | 16,81 m     |
| Lancio del disco | Claudine Vita                                                                   | 57,47 m     | Veronika Domjan                                                          | 56,63 m     | Anastasiya Vityugova                                                                    | 54,21 m     |
| Lancio del martello | Audrey Ciofani                                                                  | 67,20 m     | Beatrice Nedberge Llano                                                  | 64,76 m     | Katarzyna Furmanek                                                                      | 63,80 m     |
| Lancio del giavellotto | Maria Andrejczyk                                                                | 59,73 m     | Anete Kociņa                                                             | 58,88 m     | Aleksandra Ostrowska                                                                    | 56,24 m     |
| Prove multiple |                                                                                 |             |                                                                          |             |                                                                                         |             |
| Eptathlon | Caroline Agnou                                                                  | 6123 p.     | Hanne Maudens                                                            | 5720 p.     | Louisa Grauvogel                                                                        | 5704 p.     |
| Staffette |                                                                                 |             |                                                                          |             |                                                                                         |             |
| Staffetta 4×100 metri | Regno Unito Shannon Malone Shannon Hylton Charlotte Mclennaghan Imani Lansiquot | 44"18       | Polonia Weronika Blazek Zuzanna Kaniecka Karolina Ciesielska Ewa Swoboda | 45"28       | Francia Caroline Chaillou Cynthia Leduc Maroussia Paré Floriane Gnafoua                 | 45"35       |
| Staffetta 4×400 metri | Regno Unito Cheriece Hylton Lina Nielsen Lily Beckford Laviai Nielsen           | 3'34"36     | Italia Alice Mangione Virginia Troiani Federica Putti Ayomide Folorunso  | 3'37"45     | Russia Anastasiya Kudryavtseva Yuliya Kondrashkina Valeriya Tsaplina Anastasiya Bednova | 3'37"57     |
| record mondiale; record mondiale stagionale; miglior prestazione mondiale under 20; miglior prestazione mondiale stagionale under 20; record africano; record asiatico; record europeo; record nord-centroamericano e caraibico; record sudamericano; record oceaniano; record dei campionati; record nazionale; record nazionale under 20; record personale; record personale stagionale. |                                                                                 |             |                                                                          |             |                                                                                         |             |

## Medagliere
Legenda
     Paese ospitante
| Posizione | Paese       | Oro | Argento | Bronzo | Totale |
| --------- | ----------- | --- | ------- | ------ | ------ |
| 1         | Regno Unito | 11  | 6       | 0      | 17     |
| 2         | Russia      | 5   | 5       | 6      | 16     |
| 3         | Germania    | 4   | 8       | 5      | 17     |
| 4         | Polonia     | 4   | 3       | 4      | 11     |
| 5         | Italia      | 2   | 3       | 4      | 9      |
| 6         | Francia     | 2   | 2       | 5      | 9      |
| 7         | Belgio      | 2   | 2       | 1      | 5      |
| 8         | Danimarca   | 2   | 1       | 1      | 4      |
| 9         | Turchia     | 2   | 0       | 1      | 3      |
| 10        | Svizzera    | 2   | 0       | 0      | 4      |
| 11        | Spagna      | 1   | 2       | 3      | 6      |
| 12        | Svezia      | 1   | 2       | 2      | 5      |
| 13        | Ungheria    | 1   | 1       | 1      | 3      |
| 13        | Romania     | 1   | 1       | 1      | 3      |
| 15        | Slovenia    | 1   | 1       | 0      | 2      |
| 16        | Bielorussia | 1   | 0       | 1      | 2      |
| 17        | Azerbaigian | 1   | 0       | 0      | 1      |
| 17        | Rep. Ceca   | 1   | 0       | 0      | 1      |
| 19        | Norvegia    | 0   | 3       | 1      | 4      |
| 20        | Croazia     | 0   | 1       | 1      | 2      |
| 20        | Finlandia   | 0   | 1       | 1      | 2      |
| 22        | Lettonia    | 0   | 1       | 0      | 1      |
| 22        | Paesi Bassi | 0   | 1       | 0      | 1      |
| 24        | Ucraina     | 0   | 0       | 3      | 3      |
| 25        | Austria     | 0   | 0       | 1      | 1      |
| 25        | Islanda     | 0   | 0       | 1      | 1      |
| 25        | Lituania    | 0   | 0       | 1      | 1      |
| Totale    | Totale      | 44  | 44      | 44     | 132    |